# Kengetallenraming
Een kengetalraming is een kostenbegroting opgebouwd uit gegroepeerde onderdelen.
Een kostenraming is een optelsom van de diverse kleine onderdelen van een bouwproject. Een voorbeeld is een besteksraming, hierin wordt ieder object gespecificeerd. Deze gedetailleerde typen ramingen kan meestal pas in een laat stadium opgesteld worden. 
Kentallen zijn relevante kostengroepen die relatief eenvoudig te gebruiken zijn als eenheid in een raming. Voorbeelden zijn een gemiddelde vierkante meterprijs voor een wijk. De kosten van een strekkende meter weg. Beheerkosten per hectare park.
Met kentallen kan men in een vroeg stadium het investeringvolume bepalen.